# Пирятинский уезд
Пирятинский уе́зд — административно-территориальная единица в составе Полтавской губернии Российской империи, существовавшая в 1781—1923 годах. Уездный город — Пирятин.

## История
Уезд образован в 1781 году в составе Киевского наместничества. В 1796 году вошел в состав восстановленной Малороссийской губернии. С 1802 года — в Полтавской губернии. В 1923 году уезд был упразднён, на его территории образован Пирятинский район Прилукского округа.

## Население
По переписи 1897 года население уезда составляло 163 505 человек, в том числе в городе Пирятин — 8022 жителя.

### Национальный состав
Национальный состав по переписи 1897 года:
- украинцы (малороссы) — 155 632 чел. (95,2 %),
- евреи — 6132 чел. (3,8 %),

## Административное деление
В 1913 году в состав уезда входило 15 волостей:
| - Антоновская — с. Антоновка - Городищенская — м. Городище - Жоравская — д. Жоравка - Ковалевская — с. Ковалевка - Кантакузовская — с. Кантакузовка - Капустинская — с. Капустинцы - Липовицкая — с. Липовцы - Пирятинская — г. Пирятин | - Поповская — с. Поповка - Сасиновская — д. Сасиновка - Тепловская — д. Тепловка - Харьковецкая — с. Харьковцы - Черняховская — с. Черняховка - Яблоновская — д. Яблоновка - Яготинская — м. Яготин |